# 歸德衛
歸德衛是明代的一個衛所，在今河南商丘市南。設於洪武二十二年五月丁亥，改祥符衛為歸德衛，屬河南都司，永樂七年正月改隸中軍都督府。